# المرزباخ
المرزباخ (به آلمانی: Allmersbach) یک شهر در آلمان است که در بادن-وورتمبرگ واقع شده‌است.

## خصوصیات
المرزباخ ۷٫۹۵ کیلومترمربع مساحت دارد ۲۸۶ متر بالاتر از سطح دریا واقع شده‌است.